# Epimedium elongatum
Epimedium elongatum är en berberisväxtart som beskrevs av Vladimir Leontjevitj Komarov. Epimedium elongatum ingår i släktet sockblommor, och familjen berberisväxter. Inga underarter finns listade i Catalogue of Life.